# چالش سطل یخ

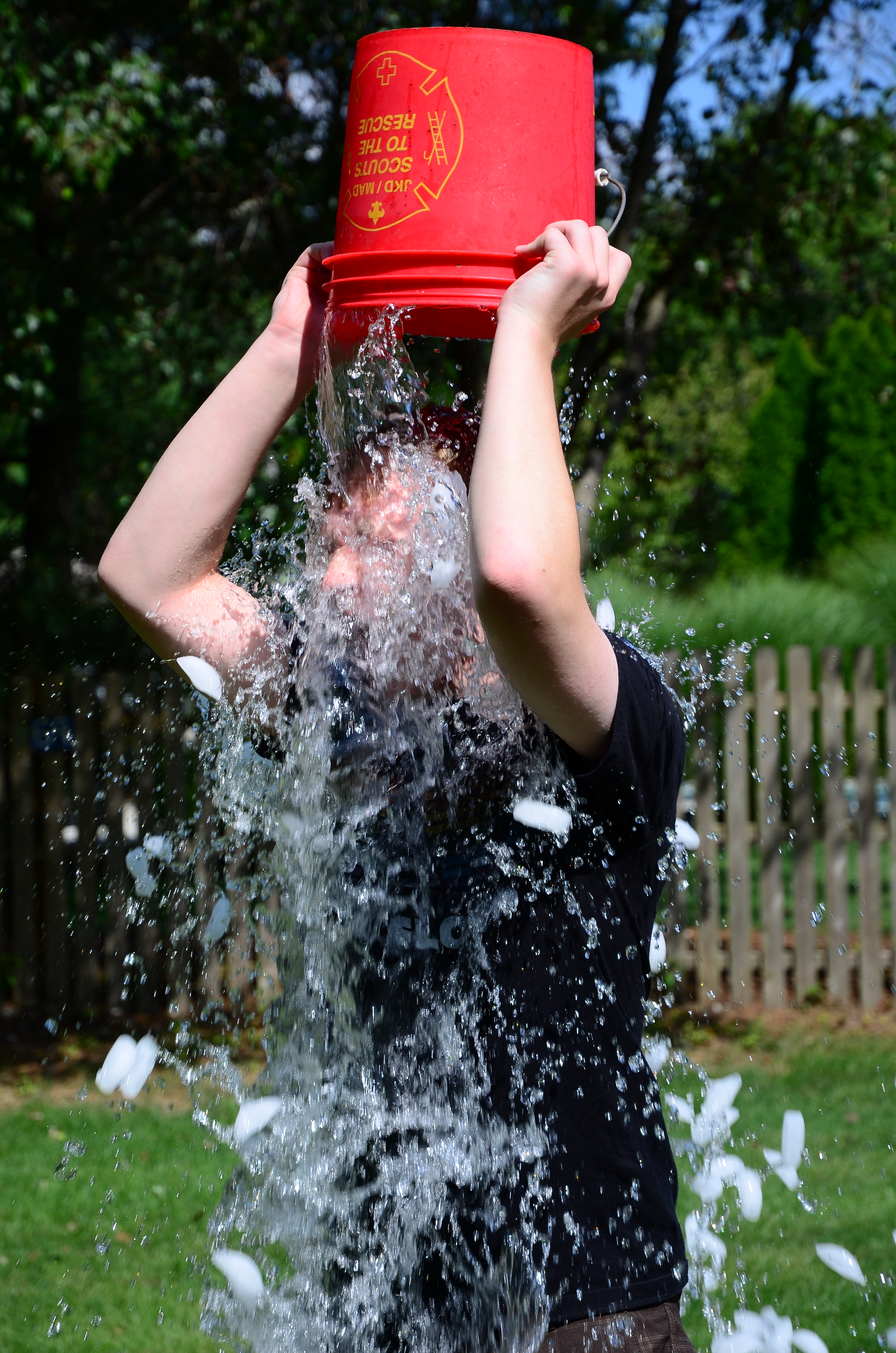

چالش سطل یخ یا کارزار آب یخ (به انگلیسی: Ice Bucket Challenge) فعالیتی است که شامل ریختن یک سطل آب یخ روی سر یک نفر می‌شود. این فعالیت در رابطه با کمک به جامعه سرطان در نیوزلند و مؤسسه خیریه کمک به بیماران اسکلروز جانبی آمیوتروفیک (ای‌ال‌اس) در آمریکا است. این چالش به صورت ویروسی در رسانه‌های اجتماعی مطرح شد و قوانینی برای آن گذاشته شد تا افراد یا یک سطل آب یخ روی سر خود خالی کنند یا به مؤسسه خیریه موردنظر کمک کنند. این چالش نیازمند نامزد کردن چند فرد دیگر برای انجام این فعالیت است که آن‌ها ۲۴ ساعت فرصت دارند تا در این چالش شرکت کنند یا ۱۰۰ دلار به مؤسسه خیریه کمک کنند.
سازمان آبفای استان تهران در اطلاعیه‌ای، ضمن حمایت از حرکت‌های فرهنگی و بشردوستانه، ضرورت صرفه‌جویی در منابع محدود آبی در فصل تابستان را یادآور شد و از ایرانیان درخواست کرد با روش‌های دیگری که موجب هدررفتن آب نمی‌شود، از بیماران ALS اعلام حمایت کنند.

## اولین چالش
پیت فریتز کاپیتان ۲۹ ساله تیم بیسبال دانشگاه بوستون، از سال ۲۰۱۲ مبتلا به بیماری ALS شد و نخستین کسی است که چالش سطل یخ را برای حمایت از بیماران مبتلابه ALS مطرح و از دوستانش دعوت کرد تا این حرکت را برای حمایت از مبتلایان به این بیماری انجام دهند. طولی نکشید که این دعوت تبدیل به حرکتی جهانی شد.

## شرکت‌کنندگانی که پرداخت پول را ترجیح دادند
همچنین از باراک اوباما و سیاوش قمیشی و آنتونلا رکوزو، همسر لیونل مسی درخواست شد که در این چالش شرکت کنند ولی آن‌ها به جای شرکت کردن، ۱۰۰ دلار به بنیاد ALS کمک کردند.

## کمک‌های مالی
چالش سطل یخ باعث کمک‌های مالی بسیاری به موسسه‌های مرتبط با بیماری ALS شد:
| سازمان                               | کمک‌های مالی گزارش‌شده |
| ------------------------------------ | -------------------- |
| انجمن ALS                            | ۱۰۰ میلیون دلار      |
| انجمن بیماری‌های حرکتی و سلول‌های عصبی | ۶ میلیون پوند        |
| مؤسسه توسعه درمان ALS                | ۳ میلیون دلار        |
| بنیاد ALS (هلند)                     | ۱ میلیون یورو        |
| پروژه ALS                            | ۵۰۰ هزار دلار        |

## منتقدان سرشناس
- علی ضیاء[۲۲۵]
- جی‌لوید ساموئل
- سوشا مکانی
- نیکی کریمی[۲۲۶]
- حامد بهداد[۲۲۷][۲۲۸]
- الهام چرخنده[۲۲۹][۲۳۰]

## دگرگونی منظور و نخستین قربانی
ریختن سطل آب یخ در حال انجام حرکات خطرناک در بین مشارکت‌کنندگان این کارزار، به عملی محبوب تبدیل شده است. یک جوان اسکاتلندی ۱۸ ساله بر اثر انجام یکی از این حرکات خطرناک، جان خود را از دست داد. مرگ این جوان باعث افزایش انتقادات به این کارزار شده است. این جوان که کامرون لانکستر نام دارد، پس از ریختن سطل آب بر روی خود، از ارتفاعی ۲۵ متری به درون نهری پریده بود که همین باعث مرگش شده بود.
مرگ این جوان اسکاتلندی عملاً باعث افزایش مخالفت‌ها با این کارزار شده است. مخالفین معتقدند که چالش «سطل آب یخ» از هدف نخستین خود، یعنی جلب توجه بین‌المللی به بیماری ALS بسیار فاصله گرفته و عملاً وسیله‌ای برای جلوه‌گری و جلب توجه دیگران شده است.
این کار در ابتدا این‌گونه بود که افراد با خالی کردن سطلی آب یخ بر روی خود، برای کمک به درمان بیماران مبتلا به ALS، کمک مالی جمع‌آوری می‌کردند. تنها در آمریکا ده‌ها میلیون دلار با این روش، جمع شده است. اما، تکرار خالی کردن سطل آب یخ، به تدریج جذابیت و گیرایی خود را از دست داد. از این‌رو شرکت‌کنندگان سعی کردند همراه با خالی کردن سطل آب یخ، اقدام به حرکت‌های پرخطر نیز بکنند.